# West-Europa

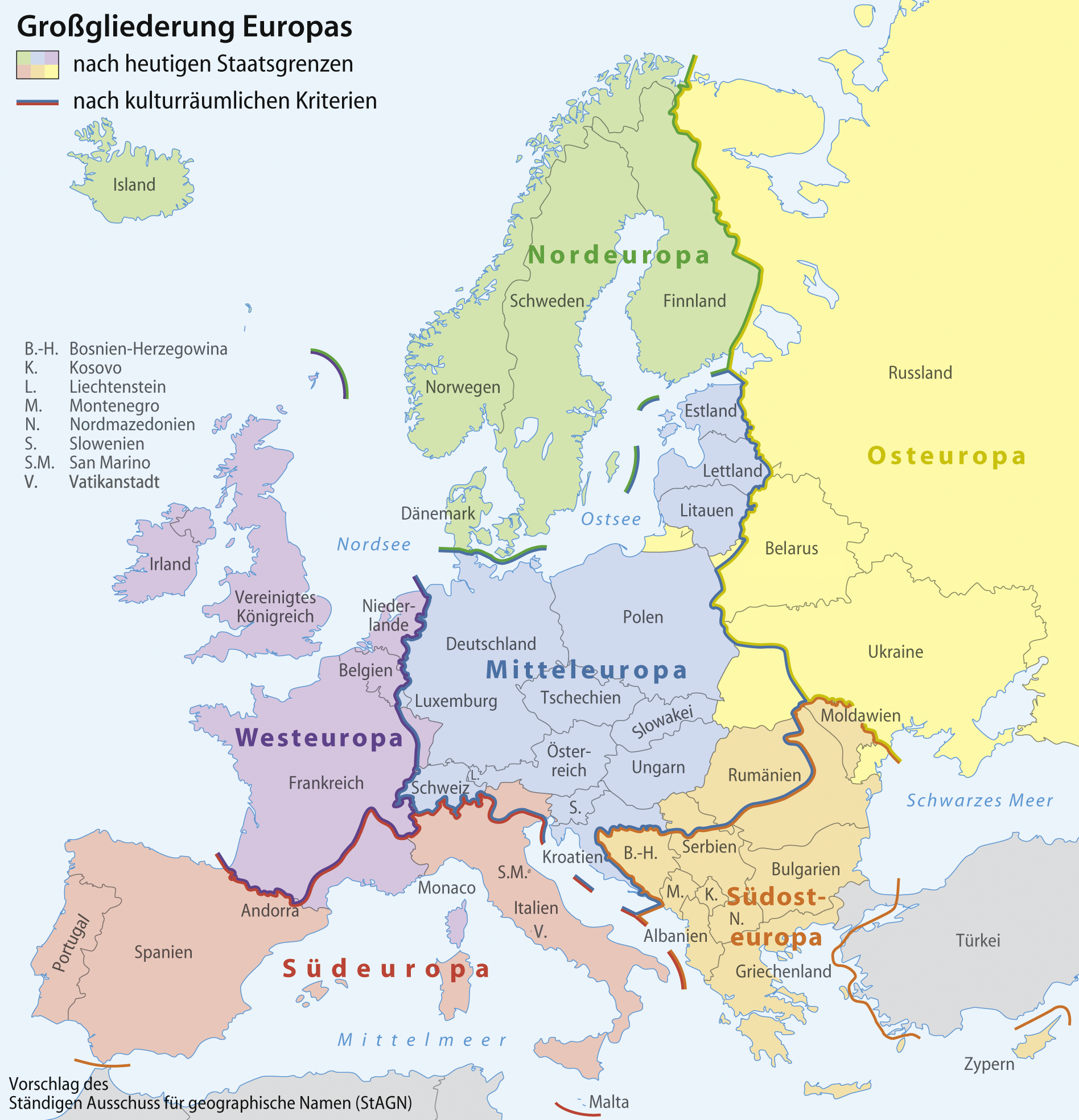
In het paars: West-Europa volgens de StAGN

In het lichtblauw: West-Europa volgens de Verenigde Naties

West-Europa onderscheidt zich van Zuid-, Noord-, Centraal- en Oost-Europa door de geografie en door de verschillen in klimaat en cultuur. Het begrip West-Europa heeft echter geen officiële status, maar wordt gehanteerd door de Verenigde Naties en de Duitse Ständiger Ausschuss für geographische Namen (StAGN).
| Land                | StAGN                 | Verenigde Naties (VN) |
| ------------------- | --------------------- | --------------------- |
| Duitsland           | Nee (Centraal-Europa) | Ja                    |
| Liechtenstein       | Nee (Centraal-Europa) | Ja                    |
| Luxemburg           | Nee (Centraal-Europa) | Ja                    |
| Oostenrijk          | Nee (Centraal-Europa) | Ja                    |
| Zwitserland         | Nee (Centraal-Europa) | Ja                    |
| België              | Ja                    | Ja                    |
| Frankrijk           | Ja                    | Ja                    |
| Monaco              | Ja                    | Ja                    |
| Nederland           | Ja                    | Ja                    |
| Andorra             | Ja                    | Nee (Zuid-Europa)     |
| Ierland             | Ja                    | Nee (Noord-Europa)    |
| Verenigd Koninkrijk | Ja                    | Nee (Noord-Europa)    |

Frankrijk wordt, vanwege zijn ligging en cultuur, ook wel tot Zuid-Europa gerekend. Voor Spanje en Portugal is dit bijna altijd het geval, al wordt het Iberisch schiereiland soms Zuidwest-Europa genoemd. Andorra rekent men soms tot West-, en soms tot Zuid-Europa. IJsland wordt tot Noord-Europa gerekend.

## West-Europese Tijd
De volgende Europese landen gebruiken West-Europese Tijd:
- Ierland
- IJsland
- Portugal
- Verenigd Koninkrijk

De tijdzone wordt ook gehanteerd op de Deense Faeröer en de Britse Kroonbezittingen Man, Jersey en Guernsey. Met uitzondering van IJsland geldt in al deze gebieden 's zomers de West-Europese Zomertijd.

In het blauw: West-Europese Tijd

## West-Europese Unie

In het rood: de lidstaten van de West-Europese Unie voor haar opheffing in 2011

Van 1954 tot 2011 was in West-Europa de West-Europese Unie actief, een Europese organisatie voor militaire samenwerking. Deze organisatie had haar wortels in het verdrag van Brussel, dat in 1948 werd gesloten door vijf West-Europese landen: België, Frankrijk, Luxemburg, Nederland en het Verenigd Koninkrijk. Al in 1954 werd de WEU uitgebreid met niet-West-Europese landen, namelijk Duitsland en Italië. In 1990 traden Spanje en Portugal toe tot de WEU, in 1995 Griekenland.
Alle tien lidstaten waren ook lid van de Europese Unie en van de NAVO. De organisatie werd op 30 juni 2011 opgeheven, nadat het verdrag van Lissabon haar feitelijk overbodig had gemaakt.
Centraal-Europa ·
Noord-Europa ·
Oost-Europa ·
West-Europa ·
Zuid-Europa ·
Zuidoost-Europa ·
Zuidwest-Europa

Balkan ·
Balticum ·
Britse Eilanden ·
Fennoscandinavië ·
Iberië ·
Kaukasus ·
Nederlanden ·
Noordse landen ·
Romania ·
Scandinavië

MOE-landen ·
Oostblok ·
Westblok